# Buddy (chó)
Buddy (7 tháng 8 năm 1997 - 2 tháng 1 năm 2002), một con Chó tha mồi Labrador có bộ lông màu sô cô la, là một trong hai thú cưng được gia đình Clinton nuôi trong khi Bill Clinton là Tổng thống Hoa Kỳ. Thú cưng khác của gia đình Clintons là một con mèo tên là Socks.

## Đời sống
Clinton đã mua Buddy khi còn là một chú chó con ba tháng tuổi từ Hạt Caroline, Maryland vào tháng 12 năm 1997. Ông đặt tên cho nó theo tên của người chú quá cố của mình, Henry Oren "Buddy" Grisham, người đã chết vào tháng 6 trước đó và được bà Clinton thường gọi là ảnh hưởng lớn đến cuộc sống của ông Bill. Mèo Socks không hòa hợp với Buddy đáng sợ, vì vậy Nhà Trắng phải giữ hai con vật trong các khu riêng biệt. Vì sự sắp xếp này sẽ không còn có thể xảy ra trong ngôi nhà nhỏ hơn của Clintons ở New York, Socks được cho đi, đặt vào dưới sự chăm sóc của thư ký của Bill Clinton, Betty Currie.

## Tử vong
Theo báo cáo của cảnh sát, Buddy đã bị một chiếc ô tô tông chết trong khi "tinh nghịch đuổi theo một nhà thầu", người đã rời khỏi nhà của bà Clinton ở Chappaqua, New York, vào ngày 2 tháng 1 năm 2002. Gia đình Clinton không ở nhà vào thời điểm xảy ra tai nạn; nhà của họ đang bị theo dõi bởi các nhân viên Mật vụ. Các đặc vụ đã nhanh chóng đưa Buddy đến một bệnh viện động vật nơi nó được tuyên bố là đã chết.
Năm 2005, bà Clinton đã mua một con chó Lab có màu sô cô la khác và nó được đặt tên là "Seamus".